# 빵과 서커스
빵과 서커스(영어: bread and circuses, 라틴어: panem et circenses) 또는 빵과 구경 거리(영어: bread and games)는 고대 로마의 시인 유베날리스가 고대 로마 사회의 세태를 풍자하기 위해 시편에서 사용한 표현이다. 권력자로부터 무상으로 주어지는 ‘빵’(= 음식)과 ‘서커스’(= 오락)에 의해 로마 시민이 정치적 장님이 되었다고 지적했다.
우민 정책의 비유로 자주 사용되는 명언이며 경구이다.
유베날리스는 제정 초기 로마 주민이 공화정 시기와는 달리 정치적 소신도 없이 물질적 이득과 쾌락만 좇는다고 비난하면서 "그들은 조바심을 내면서 두 가지 것만을 간절히 바라고 있으니, 빵과 서커스가 그것이다"라고 조롱했다. 히틀러는 이 말을 변용하여 "대중을 다루는 데는 빵과 서커스면 충분하다"고 했다.
하지만 이 주장에 대한 반론도 있다. 만약 평민들이 정치적 권리를 완전히 상실했다면, 빵과 서커스를 주어서 달랠 필요가 없기 때문이다. 제정기에 로마 민중은 일상적으로 서커스와 전차 경기를 열어 줄 것을 요구했다. 서커스 경기가 열리면 집단으로 황제에게 몰려들어 요구 사항을 외치곤 했다. 평민들은 빵을 무상으로 배급받았고, 흉년이 들거나 폭풍우가 일어 곡물 공급이 부족해지면 폭동과 소요를 일으켰다. 그들을 떼를 지어 돌아다니며 귀족과 부자의 집을 약탈하거나 방화했고, 심지어 황제에게 빵 부스러기를 던지곤 했다. 먹여 주고 돌봐주지 않으면 폭동을 일으키는 사람들이 로마 시민이었다. 근본적으로 그들은 자유로운 시민이었고, 로마의 권력이 자신들에게서 나온다고 생각했다.
전차 경기장은 정치적 의견을 강력하게 피력하는 장소이기도 했다. 512년 콘스탄티노폴리스 시민들이 대전차 경기장에서 폭동을 일으켜 아나스타시우스 황제의 퇴위를 요구한 것이 대표적이다. 사태의 심각성을 깨달은 아나스타시우스는 허름한 옷에 왕관도 안 쓰고 성경을 팔에 낀 채 대전차 경기장에 나타나 자신의 잘못을 사과할 수밖에 없었다.

## 같이 보기
- 콜로세움